# All Headline News
All Headline News (AHN) és una agència de notícies dels Estats Units d'Amèrica. Llançada el 2003, ha crescut fins a esdevindre un dels principals serveis de notícies i altres continguts en línia a altres mitjans de comunicació. Treballa amb pàgines web d'informació, senyalització digital o altra mena de publicacions, les quals paguen una quota pel servei. La cobertura de l'AHN inclou l'actualitat diària en temes d'internacional, negocis, celebritats, entreteniment, esports, tecnologia, salut i política. També ofereix altres continguts com ara l'oratge, curiositats, l'horòscop o dades d'empreses. La seua principal atenció es dedica a les notícies de titulars.
L'AHN cobreix notícies dels Estats Units, així com d'internacionals. Per a això compta amb una xarxa de periodistes, escriptors, col·laboradors i corresponsals arreu d'Amèrica, Europa, Àsia i Àfrica. Hi ha editors d'AHN a diverses ciutats dels Estats Units i de l'estranger. Per recopilar les notícies empren el NewsBahn, un sistema propietari de gestió les notícies.

## Història
L'AHN apareix l'any 2000, però com un motor de cerca de notícies a Internet. Tres anys després, es transforma en agència de notícies, tot oferint contingut per a llocs web sindicats. L'any següent adquireix WeatherClicks, amb què integra la informació meterològica en el seu paquet. A partir del 2005 comença a produir i distribuir les seues notícies, amb la finalitat de transmetre-les als mitjans sindicats. La seua oferta s'amplia el 2007, quan també envia contingut esportiu, de celebrirats i d'entreteniment.
El gener de 2008, l'AHN va ser demandada pel seu competidor Associated Press (AP). AP al·legava que presumptament, AHN havia infringit els seus drets d'autor a les notícies més destacades (les denominades en argot anglosaxó hot news), un contenciós sobre la "quasi-propietat" dels fets. La demanda d'AP afirmava que els periodistes d'AHN havien copiat dades dels seus informes de notícies sense haver-ne pagat la quota de sindicació. AHN va acomiadar-los i la queixa per drets d'autor exposada per AP, una part de la demanda, es va sobreseure. D'acord amb documents jurídics, el cas ha estat sobreseit i saldat.